# Movistar Open 2011
Movistar Open 2011 — тенісний турнір, що проходив на ґрунтових кортах у місті Santiago, Чилі з 31 січня . Належав до категорії ATP World Tour 250, був турніром серії Chile Open 2011 року.

## Фінальна частина

### Одиночний розряд
Томмі Робредо —  Сантьяго Хіральдо 6–2, 2–6, 7–6(7–5)

### Парний розряд
Марсело Мело /  Бруно Соарес —  Лукаш Кубот /  Олівер Марах 6–3, 7–6(7–3)